# Conjunción lógica
En razonamiento formal, una conjunción lógica ( {\displaystyle \land } ) entre dos proposiciones es un conector lógico cuyo valor de la verdad resulta en cierto solo si ambas proposiciones son ciertas, y en falso de cualquier otra forma. Existen diferentes contextos donde se utiliza la conjunción lógica.
En lenguajes formales, el conectivo "y" se utiliza en español para simbolizar una conjunción lógica. La noción equivalente en la teoría de conjuntos es la intersección ( {\displaystyle \cap } ). En álgebra booleana, la conjunción como operador binario entre dos variables se representa con el símbolo de punto medio ( · ).
En electrónica, una puerta AND es una puerta lógica que implementa la conjunción lógica.

## Lógica de proposiciones
Siendo {\displaystyle {\mathcal {P}}} el conjunto de proposiciones, y {\displaystyle a,b,c,d,\dots } proposiciones de {\displaystyle {\mathcal {P}}}, se puede definir la operación binaria: conjunción, por la que a una variable {\displaystyle c\,} de {\displaystyle {\mathcal {P}}} se le asigna el valor de la conjunción del par ordenado de la variables {\displaystyle (a,b)} de {\displaystyle {\mathcal {P}}\times {\mathcal {P}}}.
{\displaystyle {\begin{array}{rccl}\land :&{\mathcal {P}}\times {\mathcal {P}}&\longrightarrow &{\mathcal {P}}\\&(a,b)&\mapsto &c=\land (a,b)\;\equiv \;c=a\land b\end{array}}}

## Definición
Dado un conjunto universal U formado por los elementos falso: F y verdadero: V:
{\displaystyle U=\{F,V\}}
y una operación binaria interna conjunción {\displaystyle \land }, que representaremos {\displaystyle (U,\land )}:
{\displaystyle {\begin{array}{rccl}\land :&\;U\times U&\to &U\\&(a,b)&\to &c=a\land b\end{array}}}
por la que definimos una aplicación que a cada par ordenado (a,b) de U por U se le asigna un c de U.
{\displaystyle \forall (a,b)\in U\times U\,:\quad \exists !c\in U\;/\quad c=a\land b}
Para todo par ordenado (a,b) en U por U, se cumple que existe un único c en U, tal que c es el resultado de la conjunción lógica a y b.

## Usos

### Lenguaje formal
Si declaraciones en un lenguaje formal representan proposiciones en lógica proposicional con contenido de verdad o falsedad, entonces una conjunción lógica es cierta solo si ambas declaraciones son ciertas. 

### Álgebra Booleana
Dado un conjunto B = {0, 1}, se define · como una función tal que:
0 · 0 = 0, 
0 · 1 = 0, 
1 · 0 = 0, 
1 · 1 = 1

## Propiedades
La conjunción lógica presenta las siguientes propiedades:
- 1. La ley asociativa:

{\displaystyle \forall a,b,c\in U:\;(a\land b)\land c=a\land (b\land c)}
- 2. Existencia del elemento neutro:

{\displaystyle \forall a\in U:\;a\land V=a}
- 3. La ley conmutativa:

{\displaystyle \forall a,b\in U:\;a\land b=b\land a}
- 4. Ley distributiva de la conjunción respecto de la disyunción:

{\displaystyle \forall a,b,c\in U:\;a\land (b\lor c)=(a\land b)\lor (a\land c)}
- 5. Existe elemento complementario:

{\displaystyle \forall a\in U;\;\exists \lnot {a}\in U:\;a\land \lnot {a}=F}
- 6. Conjunción versus disyunción

{\displaystyle \forall a,b\in U:\;a\land b\rightarrow a\lor b}

## Operación con bits
La conjunción es utilizada a menudo para operaciones con bits. Por ejemplo:
- Cero y cero:

{\displaystyle 0\land 0=0\quad \longleftrightarrow \quad {\begin{array}{cc}&0\\\land &0\\\hline &0\\\end{array}}}
- Cero y uno:

{\displaystyle 0\land 1=0\quad \longleftrightarrow \quad {\begin{array}{cc}&0\\\land &1\\\hline &0\\\end{array}}}
- Uno y cero:

{\displaystyle 1\land 0=0\quad \longleftrightarrow \quad {\begin{array}{cc}&1\\\land &0\\\hline &0\\\end{array}}}
- Uno y uno:

{\displaystyle 1\land 1=1\quad \longleftrightarrow \quad {\begin{array}{cc}&1\\\land &1\\\hline &1\\\end{array}}}
- Para cuatro bit:

{\displaystyle 1010\land 1100=1000\quad \longleftrightarrow \quad {\begin{array}{ccccc}&1&0&1&0\\\land &1&1&0&0\\\hline &1&0&0&0\\\end{array}}}